# Михалчев, Димитр
Димитр Георгиев Михалчев (болг. Димитър Георгиев Михалчев; 25 декабря 1880, Лозенград — 18 января 1967, София) — один из наиболее влиятельных болгарских философов XX века. Член Болгарской Академии Наук. Последователь немецкого философа И.Ремке, профессора философии в Грейсфальде.

## Биография
Родился в городе Лозенград в Северо-Западной части Турции (по-турецки г. Кыркларели). В 1901—1905 годах изучал философию в Софийском университете. В эти годы он стал активным сотрудником журнала «Мисъл».
В 1909 году Д. Михалчев опубликовал свою первую монографию «Philosophische Studien. Beitrage zur Kritik des modernen Psychologismus» (Leipzig, 1909). Предисловие к книге написал сам Ремке, назвавший болгарского философа своим «самым выдающимся учеником» и «Кантом на Балканах».
В 1910—1915 годах Д. Михалчев был штатным доцентом философии в Софийском университете. В 1920—1946 годах был (с небольшими перерывами) заведующим кафедрой философии в этом университете.
Взгляды Д. Михалчева оказали значительное влияние на развитие философии в Болгарии. Особенно это влияние было сильно перед Второй Мировой войной. Михалчев выступал против философско-исторических воззрений расизма.
В 1923—1927 годах Д. Михалчев был послом Болгарии в Праге. В 1934—1936 и 1944—1946 годах был послом Болгарии в СССР. В 1944—1947 годах был Председателем (Президентом) Болгарской Академии наук. В 1953 году Болгарская академия наук организовала публичное обсуждение предложенной Д. Михалчевым рукописи «Традиционная логика и её материалистическое обоснование».
Д. Михалчев — автор свыше ста работ на болгарском, немецком, русском, чешском и других языках. Взгляды Михалчева подвергались критике со стороны болгарских философов Т. Павлова, С. Гановского, А. Киселинчева и др. Последователями философии Д.Михалчева в Болгарии были Никола Илиев (1886—1937), Христо Николов (1889—1957), Александр Илков (1898—1970).

## Сочинения
- Форма и отношение. София, 1914. — 760 с.; 2-е перераб. изд., 1931. — 547 с.
- Философия как наука. София, 1933, 1946.
- Эгоизм как этическая проблема. 1938.
- Расизм под защитой биологии. 1939.
- Сущность морали в научном освещении. 1940.
- Прагматизм как новое учение об истине // Философски преглед, 1939, кн. 5, 474—530.
- Международный философский конгресс в Оксфорде. // Философски преглед, 1930, кн. 4, 347—352.